# 16277 Mallada
16277 Mallada è un asteroide della fascia principale. Scoperto nel 2000, presenta un'orbita caratterizzata da un semiasse maggiore pari a 2,7549024 UA e da un'eccentricità di 0,0753280, inclinata di 8,46715° rispetto all'eclittica.
L'asteroide è dedicato all'astronoma uruguaiana Esmeralda Mallada.